# ريكس الكسندر
ريكس الكسندر (بالإنجليزية: Rex Alexander)‏ هو مدرب كرة سلة أمريكي، ولد في 1 يونيو 1924، وتوفي في 28 مارس 1982.